# Portugál gyarmati háború
A portugál gyarmati háború (portugálul: Guerra Colonial), vagy másik portugál nevén a tengerentúli háború (Guerra do Ultramar), illetve a korábbi Portugál Birodalomban mint függetlenségi háború (Guerra de Libertação), katonai konfliktussorozat volt a portugál haderő és a kialakuló nemzetiségi mozgalmak között a birodalom afrikai gyarmatain 1961 és 1975 között. Az 1974-es portugál rezsim katonai puccsal való megdöntése után megváltoztatták a kormányzat politikáját, mely a konfliktus befejezését helyezte előtérbe. A háború döntő része politikai–etnikai ideológiai síkon mozgott, és a hidegháború egyik jelentős fegyveres konfliktusa lett a portugálul beszélő afrikai régiók, a velük határos országok és Portugália között. Mint a többi nyugat-európai gyarmatosító nemzet – brit, francia, holland, spanyol, olasz – a portugálok „Új államát” (Estado Novo) sem tudta a rezsim fegyveres harcok nélkül feladni és békés úton átadni a helyieknek. Ezeket a területeket Portugáliában a províncias ultramarinas (azaz a tengerentúli tartományok) néven nevezték 1951-től az 1960-as évekig. A 60-as években több fegyveres függetlenségi mozgalom alakult ki ezeken a területeken, Angolában, (portugál) Mozambikban és Portugál Guineában (1951–1975 között Bissau-Guinea neve).
A háború alatt számos háborús bűncselekményt követtek el mindkét oldalon. A második világháború utáni dekolonizáció és több afrikai állam függetlenné válása eredményezett több olyan konfliktust mint például a portugál fennhatóságú Goa megszállása az indiai fegyveres erők részéről, illetve portugál kalózok Santa Maria-i túszejtése, valamint az amerikai Afroamerikai Polgárjogi Mozgalmak fejlődése, amelyek kiteljesedése termékeny táptalaja lett a portugál tartományok afrikai lakosai között kialakuló függetlenedési ideológiáknak. A felkelők anyagi és fegyverzetbeli támogatását rendszerint a szocialista blokk érdekelt országai látták el. Ahogy akkoriban nevezték, ez volt a „változás szele”. Mindezekhez az anyaországban végbemenő politikai változások is hozzájárultak, mint például az 1932 óta uralkodó António de Oliveira Salazar 1968-as lemondása.
A háború idején a portugál gyarmati politikát növekvő nemzetközi nézeteltérés övezte. Fegyverembargók, több más büntetőszankció sújtotta a nemzetközi közösség által az anyaországot. A portugál társadalomnak a háború 1973-tól egyre népszerűtlenebbé vált, hiszen mind időintervallumában, mind pénzügyi értelemben jelentősen terhelte az országot, az ENSZ-beli kapcsolataik is egyre romlottak, az Új állam rezsimjének megítélése, a nem demokratikus status quo fenntartása is diplomáciai gondokat okozott. Az Angolában az MPLA, az UNITA és az FNLA által, Portugál Guineában a PAIGC és Mozambikban a FRELIMO által egyesített gerillaháborút végül tizenhárom év után siker koronázta, hiszen az alacsony intenzitással folyó konfliktusok, mint a gerilla-hadviselés egyik alapeleme, a portugál haderőt katonai puccsra kényszerítette 1974. április 25-én Lisszabonban.
A Portugál Fegyveres Erők által vezetett ún. Fegyveres Erők Mozgalma (Movimento das Forças Armadas, MFA) ellenzéki csoport (junta) április 25-én megbuktatta a lisszaboni kormányzatot, mely a Portugál Guineában zajló háború végének kilátástalansága miatt szervezett tüntetésekben csúcsosodott ki. A tüntetések az új katonai törvény kihirdetése és egy évvel későbbi életbe léptetése miatt indult el (Decretos-Leis n.os 353, de 13 de Julho de 1973, e 409, de 20 de Agosto), ami által azok a „katonatisztek” (tiszthelyettesek), akik egy egyszerű alapkiképzésben részesülve a tengerentúli területek védelmi hadjárataiban kerültek bevetésre azonos rangra lettek volna emelve a portugál hadiakadémián végzettekkel. A puccs után az új portugál kormány egy éven belül visszahívta az összes tengerentúli katonai alakulatát és hozzájárult a politikai és katonai hatalomgyakorlás gyors átadásához az afrikai nemzeti gerilláknak. Továbbá hosszú idő óta először jelentek meg cenzúrázatlan újságok Portugáliában, több emigrált ellenzéki értelmiségi is visszatért.
A lisszaboni 1974. április végi szegfűs forradalom meggyorsította a portugál állampolgárok tízezreinek, továbbá más európai országok zsoldoskatonáinak, katonai tanácsadóinak, eltérő politikai nézetű és kevert származású afrikaiak népvándorlását is Portugáliába, melyek a függetlenné váló afrikai területekről származtak el, vagy lettek elüldözve. 1974 májusától az 1970-es évek végéig több mint egymillió civil hagyta el a korábbi portugál gyarmatokat és kezdte újra életét Portugáliában, Dél-Afrikában, Észak-Amerikában, Nyugat-Európában és Brazíliában. Ez a migráció az egyike lett a legnagyobb békés emberi népvándorlásoknak az emberiség ismert történelmében. Utánuk az afrikai polgárháborúk által letarolt országok maradtak: Angola és Mozambik gazdaságát visszavetette több évtizedre, lakosságuktól pedig több millió életet követelt és menekültek százezreit hagyta hátra. A korábbi gyarmatoknak több súlyos problémával kellett szembenézniük: gazdasági és társadalmi recessziók sorozata, a tekintélyelvűség, a demokrácia és más alapvető politikai és polgárjogi hiánnyal, politikai korrupcióval, szegénységgel, gazdasági egyenlőtlenséggel és hibás, rendre elbukó központosítási tervezéssel, melyek együttesen erodálták a belső függetlenségi mozgalmakat, feszültségeket keltve. A szociális rend és a gazdasági fejlődés portugál uralom alatti szintje – beleértve a gyarmati háború idejét (1961–1974) is – a függetlenné vált területek egyik ismét elérendő fejlesztési céljává vált.
Portugália volt az első európai hatalom, mely gyarmatokat hozott létre Afrikában, miután 1415-ben elfoglalta Ceutát és ő lett az utolsók egyike, melyek elhagyták azokat. A korábbi portugál területek független államokká váltak. Angolában Agostinho Neto, Mozambikban Samora Machel, Bissau-Guineában Luís Cabral, São Tomé és Príncipeben Manuel Pinto da Costa és a Zöld-foki Köztársaságban pedig Aristides Pereira lett az államfő. Ezt követően a legtöbb országban polgárháború robbant ki, melyek az 1990-es évek közepéig, végéig elhúzódva tovább rombolták a gyarmatosítás ideje alatt kiépített infrastruktúrákat és a helyi lakosságot.

## Politikai háttér

### A 15. század
Mikor a 15. században a portugálok megkezdték a kereskedelmet Afrika nyugati partjainál, elsősorban Portugál Guinea (Bissau-Guinea) és Angola erőforrásaira koncentráltak csak. Főként aranyat reméltek, azonban hamarosan a rabszolgák exportálása lett a legjövedelmezőbb árucikk a régióban. A kalifátus hozzá is járult az afrikai rabszolga-kereskedelemhez, évszázadokon át ellátva ezzel a muzulmán vallású területek ilyen célú kereskedelmét is. Miután a portugálok bevették a muzulmán fennhatóságú Ceuta kikötőt 1415-ben, majd egy keresztes hadjárat során több más várost is Marokkóban a muzulmán szomszédoktól, sikerrel vetették meg a lábukat a térségben, mégsem igényeltek nagyobb földterületeket ebben a térségben.
Idővel a többi európai rivális ország – holland, brit és francia – megszerezte a kereskedelmi jogok java részét, elsősorban a rabszolgákét, azonban a helyi uralkodók belföldön csak a portugálokkal kereskedtek, akik az árukat a partmenti kikötőkbe juttatták. Ezek az uralkodók az általuk eladott rabszolgákat az uralmuk alá került ellenséges, rabszolgasorra jutott lakosság soraiból választották ki. Több ezer kilométerrel délebbre, Angolában a portugálok még nehezebben tudták kezdeti előnyeiket kiaknázni a rivális európaiak túlkapásai miatt. Azonban a megerődített városaikat mint Luanda – alapítva 1587-ben négyszáz portugál telepessel – és Benguela – erődítve 1587-től, városi rangú 1617-től – sikerült mindvégig portugál kézen tartaniuk.
Ahogy Guineában, Angolában is a rabszolga-kereskedelem lett a helyi gazdaság alapja. A rablóportyák egyre mélyebbre vezettek az ország belsejébe, hogy rabszolgákat találjanak. A környező törzsek egymás közötti viszályai tették elsősorban lehetővé, hogy a legyőzött afrikai harcosokat eladják. Több mint egymillió feketebőrű ember, nő és gyerek lett rabszolgasorba hajtva, majd eladva kihajózva az Atlanti-óceán felé. Ugyanúgy mint Guineában is a belföldi kereskedelem nagyrészt portugál kézben maradt. A legtöbb innen származó rabszolga a brazil kolónián kötött ki.
Portugál Mozambikot, vagy más nevén Portugál Kelet-Afrikát szintén a 15. században érték el a portugál hajósok, elsősorban tengeri fűszerkereskedelmi utakat alakítottak ki. Szerte a partjai mentén kis településeket hoztak létre, majd ezeken keresztül felfedező utakat vezettek a belső területek felé. Magukat sertanejos-nak nevezték („őserdőben élő gyarmatosító”). Ezek a sertanejos-ok a szuahéli kereskedők mellett éltek és felfogadták tolmácsnak a sonákat is, illetve politikai tanácsadóként is alkalmazták őket. Az egyik ilyen sertanejos-nak sikerült bejárnia majdnem az összes sona királyságot 1512 és 1516 között, köztük Mutapa Királyság (Mwenemutapa) fővárosi körzetét is.
Az 1530-as években portugál kereskedők és talajkutatók kis csoportja behatolt a belső területekre arany után kutatva, ahol is helyőrséget és kereskedelmi központot alapítottak Sena és Tete közelében a Zambézi folyó mentén. Igyekeztek kizárólagos jogot szerezni az aranykereskedelem terén. Az 1560-as évekre sikerült közvetlen kapcsolatba lépniük a mutapai királlyal. Mozambikban azonban egyedül a tengerparti térségben sikerült tartós felügyeletet kiépíteniük a telepes-kereskedőknek és a felfedezőknek, mely fenntartásáért erődítésrendszereket hoztak létre, megvédve őket a kelet-afrikai riválisaiktól, akik elsősorban ománi arabok voltak és főként a 18. századtól a zanzibári kereskedőktől is.

### Hajsza Afrikáért és a világháborúk
A fenti régiók portugál gyarmatosító igényeit a többi európai nagyhatalom elismerte az 1880-as évekre. Az ekkoriban lezajló eseménysorozatot szokták a „hajsza Afrikáért” kifejezéssel illetni. A portugálok uralta afrikai területek konkrét határait 1891-ben írták alá Európában és fogadták el széleskörűen. Ebben az időben a portugál ellenőrzés Angolában és Mozambikban csak némileg volt több a part menti területeknél, azonban a fontos belföldi utakat a 19. század első felében kiépítették. Angolában vasútvonalat építettek Luanda és Malanje között a termékeny felföldeken, az építkezések 1885-ben kezdődtek el.
A Benguela és a Katanga régió közötti területeken az építési munkák 1902-ben kezdődtek el, melyek a kereskedelem szempontjából nélkülözhetetlenek lettek. Legfontosabb célja a Belga Kongó bányatelepekben gazdag területeinek összeköttetése lett a tengerparttal. A vasútvonal azonban csak 1928-ban érte el a kongói határt. Az első világháború kezdetén, 1914-ben mind Angola mind Mozambik portugál katonai laktanyáknak adott otthont, mintegy kétezer feketebőrű katonának, melyeket európai tisztek vezettek. A háború kitörésekor Portugália mindkét kolóniának erősítést küldött, hiszen a szomszédos német afrikai gyarmatok (Német Kelet-Afrika) – joggal feltételezve – határharcokat vívhattak egymással.
Miután 1916 márciusában a Német Császárság hadat üzent Portugáliának is, a portugál kormány még több csapaterősítést küldött Mozambikba (a dél-afrikaiak 1915-ben bevették Német Délnyugat-Afrikát). Ezek a csapatok a brit, dél-afrikai és belga katonai alakulatokat segítették a német gyarmati, kelet-afrikai csapatokkal szemben. 1917 decemberében a német gyarmati csapatok Paul von Lettow-Vorbeck ezredes vezetésével megtámadták Mozambikot Német Kelet-Afrika felől. A portugál, brit és belga erők 1918-ban Lettow-Vorbeck katonáit Mozambikon át Német Kelet-Afrikán keresztül Észak-Rodéziáig vetették vissza. Portugália összesen 40 000 főt küldött ki Angolába és Mozambikba az első világháború alatt.
Ebben az időben a belpolitikában történtek erőszakos átmenetek. A monarchiát 1910-ben, október 5-én köztársaság váltotta fel, majd 1926-ban egy katonai puccs után katonai diktatúra következett közel ötven évig. Ezen változások alatt Angolában erősödött a portugál jelenlét. A háború utáni kiterjesztett gyarmat első éveiben folyamatos összecsapások zajlottak a portugál katonák és az afrikai törzsi és régiós vezetők csapatai között, csakúgy mint a bennszülöttek egymás közötti belháborúiban. A portugálok módszeres hódító hadjáratokat hajtottak végre ezek felszámolására és szigorú ellenőrzés melletti fegyvermentes békét vezettek be. A helyi királyságokat egymás után felszámolták.
Az 1920-as évek közepére egész Angola portugál vezetés alá lett vonva és Portugál Afrika összes részében eltörölték a rabszolgaság intézményét. Noha az ültetvényeken dolgozóknak fizettek juttatásokat, azonban az afrikai kényszermunkások olyan nagy számú, különböző entikumú afrikaiakból álltak, akiknek nem volt annyi tőkéjük, hogy fizessék az adóikat. Ez a gyarmati munkajogi rendszer gyakorlatilag előbb vagy utóbb, de munkanélkülivé tette őket, mely növelte az ellentéteket. A második világháború és az első gyarmatfelszámoló események után ez a rendszer kezdett feledésbe merülni. Mégis a kényszermunkák alacsony bérei, illetve a munkaszerződések miatti kényszer-áttelepítések folytatódtak Portugál Afrika több régiójában az 1961-es felfüggesztésig.

### A második világháború után

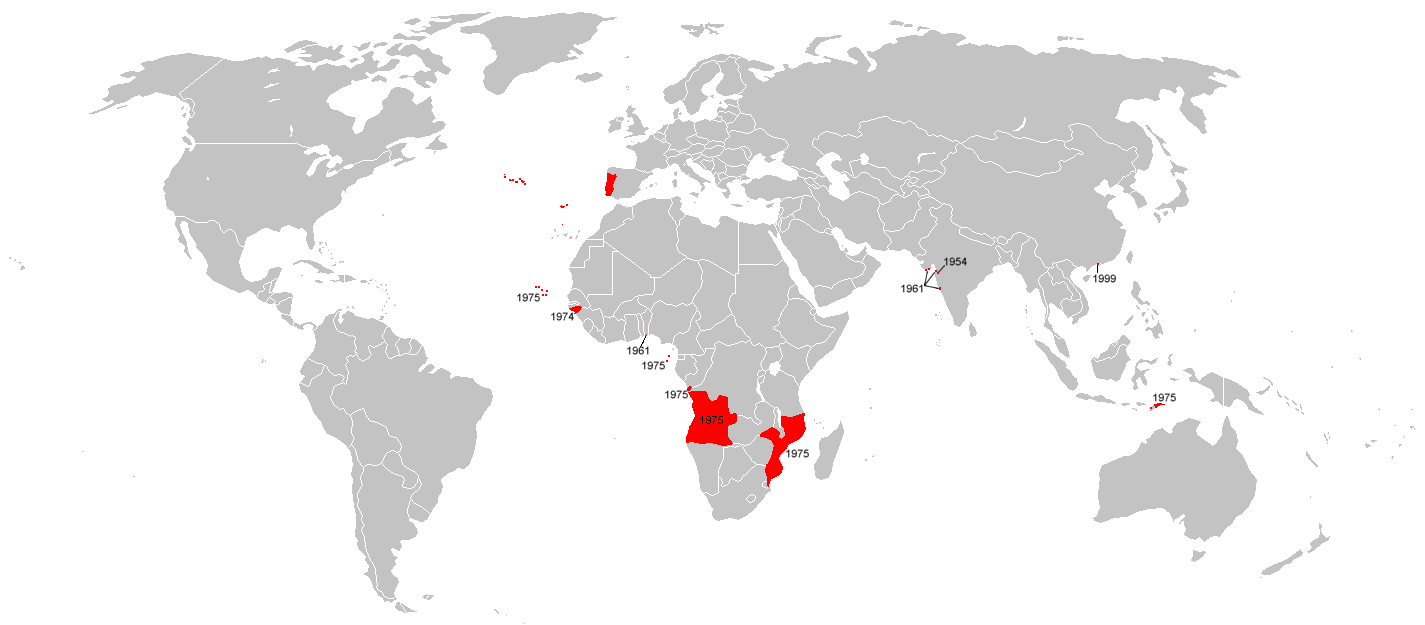
Portugália gyarmati területeinek függetlenné válási folyamata

Portugália által ellenőrzött afrikai területek a gyarmati háború idején. A nyugati bekarikázott szigetcsoport a Zöld-foki-szigetek, mellettük Portugál-Guinea, a kisebb ovális kör São Tomé és Príncipe, Cabinda, Portugál Nyugat-Afrika (Angola) és Portugál Kelet-Afrika (Mozambik)

Az 1950-es évek végén a Portugál Fegyveres Erők egy paradoxon kellős közepében találták magukat, melybe az anyaországban 1926-tól uralkodó Estado Novo rezsimje vezette őket. Ennek egyik oldala a világháború alatti portugál semlegességi politika, amely kivezette a fegyveres erőket egy lehetséges kelet-nyugati konfliktusból, a másik oldala pedig a kiterjedt tengerentúli területei ellenőrzésének megtartása és lakosságának védelme tekintetében a rezsim megnövekedett felelőssége, amellyel a hosszú időn át fenntartott semlegességét volt kénytelen feladni. A helyzetet bonyolította Portugália NATO alapító taggá válása 1949-ben, amivel integrálta katonai szervezetét annak parancsnoksága alá – egy olyan katonai szövetségbe, amely alapszerződésébe az ENSZ pacifista alapokmányával való harmonizálást is beleszőtte. Portugália úgy akarta megtartani gyarmatait, hogy közben ne sértse meg nemzetközi megítélését és vállalt kötelezettségeit. Ez a kettősség eleve kudarca ítéltetett.
A NATO figyelme elsősorban egy hagyományos szovjet támadásra koncentrált Nyugat-Európa ellen, ami kárára volt a gerillafelkelések elleni portugál katonai előkészületeknek, amely nélkülözhetetlennek bizonyult a gyarmati nemzet túlélése szempontjából. Az Atlanti Szövetségbe való integrálódás a portugál katonai elit vágya lett, ami lényeges szerepet töltött be a tengerentúli háború (Guerra do Ultramar) hadműveleti tervezése és végrehajtása során. Ez az újszerű NATO generáció gyorsan emelkedik fel befolyásos belpolitikai pozíciókba és érnek el a portugál katonai parancsnoki rendszerben magas szinteket anélkül, hogy bizonyítaniuk kellett volna az Új állam rezsimje felé lojalitásukat.
Ez a gyarmati háború hoz létre egy kettős vezetői struktúrát Portugáliában. Egyik részről katonait, melyben a nyugati hatalmak demokratikus kormányainak komoly befolyásuk marad, másik részről pedig a rezsim politikai hatalmát. Több elemző szerint a meghiúsult Botelho Moniz-puccs (másik nevükön az A Abrilada) nyilvánvaló politikai szembenállás volt az Oliveira Salazar-kormányzattal szemben, mely csoportosulás végül az USA-ba emigrált a Kennedy-kormányzat idején. Ez a politikai törés lett a kezdete, eredete a rezsim azon törekvésének, miszerint létrehoz egy gyarmati katonai felsőbb vezetési központot, független fegyveres erőt, mely felkészül a gyarmati konfliktus veszélyeire. Ez a szellemiség volt az oka annak, melyet később be is láttak, hogy a három haderőnem hadmozdulatait nem szervezték össze, nem volt központi vezetési koordináció.
A térség eseményeit és a politikai aktivisták tevékenységeit árnyalják a nagyhatalmak által nyújtott támogatások. Az Amerikai Egyesült Államok például támogatta a Holden Roberto vezette UPA (União dos Povos de Angola, magyarul: „Angola Népeinek Uniója”) szervezetet, mely ezzel a háttérbázissal, Kongó-Léopoldville-i (ma Kongói Demokratikus Köztársaság) támaszpontokról kiindulva nyugodtan tudta támadni az angolai portugál telepeseket és a velük szimpatizáló helyieket. Sok afrikai farmer, földművelő élt Észak-Angolában olyan munkaszerződésekkel, akik szezonális munkáik miatt lakhelyet voltak kénytelen változtatni elsivatagosodott délnyugat-angolai és bailundoi lakhelyeikről. Az UPA által meggyilkolt afrikaiakról készült fotókat, melyeken többet lefejeztek, nemi, életkor és etnikai hovatartozásra tekintet nélkül (nők, gyerekek, feketék és fehérek), később a portugál diplomaták megmutatták az ENSZ-ben is. A munkaellenes tüntetések megjelenése, az újszerű gerillamozgalmak támadásai és a Henrique Galvão vezette Santa Maria-i túszejtés lett a kezdete az angolai nyílt, széles körű hadviselésnek, fegyveres konfliktusnak.
Hadtörténeti kutatók szerint mint José Freire Antunes, az USA akkori elnöke, John F. Kennedy küldött egy üzenetet Salazarnak, röviddel az 1961-es erőszakhullám kirobbanása után, melyben javasolja Portugáliának, mihamarább hagyja el afrikai gyarmatait. Azonban a sikertelen, amerikai hátterű puccskísérletet követően Salazar konszolidálta hatalmát és azonnal a „tengerentúli” területeinek védelmére sietve csapatmegerősítéseket küldött Angolába, folytatva a tizennégy évig tartó konfliktust. Hasonló események zajlanak le más portugál gyarmatokon is.

## Többnemzeti társadalmak, versengő ideológiák és fegyveres konfliktusok a gyarmatokon
Az 1950-es években Portugália lakossága alacsonyabb színvonalon élt és volt művelt mint a nyugat-európai, vagy észak-amerikai átlag. Az országban egy autoriter és konzervatív, jobboldali politikát valló diktatúra regnált, Új állam néven. Ezekben az években az Új állam nemcsak az európai Portugália felett, hanem több, elviekben politikailag egyenlő tengerentúli területek felett gyakorolt hatalmat évszázadokon átívelően. Ezek voltak a mai Angola, Zöld-foki-szigetek, Macau, Mozambik, Portugál Guinea, Portugál India, Portugál Timor, São João Baptista de Ajudá és São Tomé és Príncipe.
A valóságban azonban az anyaország és gyarmatai között nem volt egyenrangúság. Politikai, jogi, közigazgatási, kereskedelmi és más intézményi kapcsolatok álltak fenn a gyarmatok és az anyaországi állampolgárok, gyarmati hivatalok között, mégis a migráció Portugáliába és abból nem volt jelentős, aminek oka főként a földrajzi távolságokban és az alacsony jövedelmekben keresendő. Az alacsony bérezés az átlag portugálokra és a gyarmati népekre egyaránt igaz.
Az egyre növekvő gyarmatellenes megmozdulások a teljes függetlenséget tűzték ki célul az anyaországtól. Néhányok mint az amerikai hátterő UPA nemzeti önrendelkezést akart kivívni, míg mások a marxista elvekre épített új kormányokat akartak létrehozni. A portugál vezetők, köztük Salazar is, megpróbálták elhárítani a függetlenedési felhívásokat, megőrizve az asszimilációs politikát, a többnemzetiséget és a civilizációs küldetést, vagy más néven luszotropikalizmust, melyekben a gyarmatok és lakosai integrálódásának egyetlen eszközét látták. Az anyaországi rezsimnek a gyarmatbirodalom fenntartását nemzeti érdeknek titulálta, melyet minden áron fenn kellett tartani a nemzet érdekében. Némileg korábban, 1919-ben egy portugál delegációt küldtek a genovai Nemzetközi Munkaügyi Szervezet konferenciájára (International Labour Conference), ahol kijelentették: The assimilation of the so-called inferior races, by cross-breeding, by means of the Christian religion, by the mixing of the most widely divergent elements; freedom of access to the highest offices of state, even in Europe – these are the principles which have always guided Portuguese colonisation in Asia, in Africa, in the Pacific, and previously in America. Azonban az 1950-es évek végére a „színvak” politika nem volt valós az összes afrikai gyarmatukra, különösen nem Mozambikban, ahol a dél-afrikai fehérkormányzatnak befolyása volt, tudatosan szegregálták a négereket. A szigorú kritériumoknak köszönhetően kevesebb mint egy százaléka a mozambiki feketéknek kapta meg a teljes portugál állampolgárságot.
Számos támogatásban részesültek az Új állam felől azok a portugálok, akik hajlandóak voltak letelepedni Angolában vagy Mozambikban és külön prémiumokat kaptak, ha afrikai nővel léptek házasságra. Salazar időről-időre hitegette magát azzal a régi portugál politikai elvvel, mely szerint a portugál afrikaiak tagjai lehetnek a portugál kormánynak, akár elnök is válhat belőlük. A valóságban azonban ez sosem valósult meg, noha az afrikaiakat oktatták az egyes gyarmati pozíciók betöltéseire és hagyták is őket azokat betölteni, úgymint katonai, polgári szolgálatok, vallási-lelkészi, oktatási és magánüzleti, illetve műszaki feladatokra. Ezek ellátására igyekeztek kellő képzési minőséget fordítani. A kezdeti időkben az alap-, középfokú és műszaki oktatásban nem voltak meghatározóak a feketék, az 1960-as években azonban már néhány afrikai képessé vált elvégezni ezeket az iskolákat, illetve páran már Portugáliában is tanulhattak. Ezek a portugál afrikaiak a képzésnek köszönhetően a háború alatt és azután jelentős befolyásra, pozíciókra tettek szert. Ebbe sorolható be Samora Machel, Mário Pinto de Andrade, Marcelino dos Santos, Eduardo Mondlane, Agostinho Neto, Amílcar Cabral, Jonas Savimbi, Joaquim Chissano és Graça Machel. A Tengerentúl minisztere, Adriano Moreira által két állami egyetemet alapítottak Portugál Afrikában 1962-ben. Az egyik a Luandai Egyetem (Universidade de Luanda) Angolában, a másik pedig a Lourenço Marques-i Egyetem (Universidade de Lourenço Marques) Mozambikban. Mindkét felsőoktatási intézményben műszaki és orvostudományi szakokat indítottak. Ettől függetlenül a legtöbb hallgató a kitelepült portugál családok közül került ki. Mindezekkel együtt számos olyan sportsztár akadt a portugál társadalomban, akik ebben a második világháború utáni időkben vándoroltak be az anyaországba és igyekezett asszimilálódni. Ilyen például a közismert portugál kelet-afrikai labdarúgó Eusébio is.
A mozambiki történész, João Paulo Borges Coelho szerint a portugál gyarmati hadsereg nagy mértékben volt szegregált etnikai szempontból 1960-ig. Ezekben az időkben három alapvető osztálya volt a gyarmati erőknek: vezénylő katonák (fehérek), tengerentúli katonák (african assimilados) és bennszülött vagy endemikus afrikaiak (indigenato). Ezeket a átnevezték 1., 2. és 3. osztálynak 1960-ban, melyek gyakorlatilag megfeleltek a korábbi kategóriáknak. Később, miután hivatalosan betiltottáka bőrszín alapú diszkriminációt, néhány portugál parancsnok mint António de Spínola tábornok megkezdte az afrikanizációt a portugál csapatoknál, azaz egyre növelte a feketék létszámát és csökkentette a fehérekét. Portugál Guineában jelentősen növelték a feketék létszámát, mellyel teljes fekete bőrű alakulatok jöttek létre mint a Carlos Fabião őrnagy vezette Fekete miliciák (Milícias negras) és az Almeida Bruno tábornok vezette Afrikai kommandózászlóalj (Batalhão de Comandos Africanos). Míg 1961-ben a gyarmatokon harcoló fekete bőrűek aránya mindössze 18% volt, 1974 áprilisában ez az arány már több mint 50% volt a kormányzati fegyveres erőkben, tizenhárom év alatt ez drasztikus emelkedés. Coelho szerint az afrikai katonák megítélése sokat javult az idők folyamán, többen vezető beosztásba kerültek az angolai, mozambiki, guineai konfliktusok alatt. Francisco da Costa Gomes tábornok, aki valószínűleg a legsikeresebb felkelés-leverési (COMAO) parancsnok lett, jó kapcsolatokat ápolt a helyiekkel és a zsoldos afrikai katonákkal, melyekkel közösen szervezte a COMAO tervket. António de Spínola tábornok ennek jó ellenpéldája, ellenezte az afrikai katonák ilyen terű – politikai, pszicho-katonai – alkalmazását. Másrészt Kaúlza de Arriaga tábornok volt hármójuk közül a legkonzervatívabb, kétségbe vonta az afrikai csapatok a szigorú felügyelet nélküli megbízhatóságát, miközben toborzásuk és felkészítésük a katonai szolgálatokra továbbra is folytatódott.
Az őslakos afrikai csapaftok, bár széles körben kerültek bevetésre, elsősorban alárendelt feladatra alkalmazták őket a sorozott csapatokban, vagy tisztesként, tiszthelyettesként. Ahogy a háború folytatódott, egyre több angolai kapott vezetői, tiszti beosztásokat is. Az 1950-es években, ötszáz éves gyarmati vezetés alatt Portugália nemcsak őslakos fekete kormányzók, polgármesterek, iskolaigazgatók, rendőrnyomozók, vagy professzorok kiállításában vallott kudarcot, hanem katonai parancsnokok kinevelésében is, melyekre a gyarmati hadseregeknek nagy szüksége lett volna. Angolában a gyarmati adminisztráció sorozatosan a saját történelmi diszkriminációjuk korlátaiba ütközött, melynek a képzés, oktatás hatékonysága látta kárát. Nagyszámú afrikaiak egyenlő és megfelelő oktatása csak jóval a felkelések kitörése után vált valósággá. Az írástudatlanok aránya megközelítette a 99%-ot és minimális számú afrikai fejezte be a középiskolákat, ennélfogva elenyésző számú afrikai lett jogosult részt venni a portugál tisztképző programokban. A legtöbb afrikai tiszt egyéni képességei és harctéri tapasztalatai, bátorsága alapján kapta rendfokozatait és beosztását.
Mindezen hátrányos helyzetek ellenére az 1970-es évekre egyre többen kerültek tiszthelyettesi és tiszti beosztásokba. Többek között Marcelino da Mata százados, később alezredes, akinek portugál állampolgárságú fekete bőrű szülei voltak, törzsőrmesteri rendfokozatban egy útépítő alakulat parancsnoka volt, majd az afrikai katonai elitet képviselő Comandos Africanos parancsnoka lett, ahol később a portugál hadsereg egyik legtöbbször kitüntetett katonájává vált. Ezek a sikertörténetek az 1970-es évek elején lezajló szemléletváltozásoknak köszönhetően realizálódtak. A portugál hatóságok rájöttek, hogy a faji megkülönböztetésen alapuló vezetés és az oktatási modernizáció hiánya rossz és ellentétes a gyarmati politikájukkal és kiterjedten kezdték alkalmazni a valóban „színvak” politikát, több pénzt fordítottak az oktatásra és továbbképzésekre, melyek hatására nagy számban kerültek ki jól képzett szakemberek és katonák.
A második világégést követően a kommunista és gyarmatosításellenes ideológiák szétterjedtek egész Afrika-szerte, számos földalatti politikai mozgalmat létrehozva, amelyek a gyarmatosítóktól való függetlenedés támogatására a marxista ideológia különféle értelmezéseit alkalmazták. Ezek az új mozgalmak portugálellenes és gyarmatosítóellenes érzelműek voltak, céljuk Portugál Afrika aktuális kormányzati struktúrájának teljes eltörlése lett. Ezek a marxista mozgalmak azt terjesztették, hogy a portugál külpolitika és fejlesztési törekvések elsődleges célja az uralgó hatóságok és a külföldi polgárok javainak fenntartása és erősítése a helyi törzsi szabályozások rovására, az őshonos közösségek és többségében bennszülött lakosságú területek fejlesztése ellen, melyek alaposan megszenvedték a Lisszabonból irányított állami támogatású diszkriminációt. Sokan úgy érezték közülük, hogy túl kevés fejlesztés és forrást kapnak képességeik és szociális, gazdasági környezetük fejlesztése, összehasonlítva a betelepült európaiakkal. Statisztikai szempontból azonban tény, hogy Portugál Afrika fehér népessége valóban gazdagabb, jobban szituált volt mint az őshonos közösségek, ami nyilvánvalóan társadalmi súrlódásokhoz vezetett.

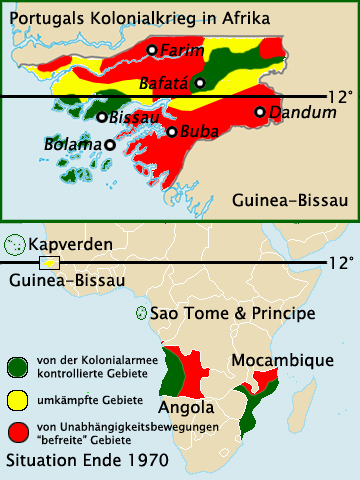
Portugál-Guinea, Angola és Mozambik területein fennálló állapotok 1970-ben.
Portugál ellenőrzésű (zöld), vitatott (sárga) és felkelők ellenőrizte (vörös) területek, mielőtt a portugál haderő megkezdte volna Mozambikban a Gordiuszi csomó hadművelet, Guineában a Zöld tenger hadművelet és Angolában a „keleti front” (Frente Leste) végrehajtását

Miután fegyveres konfliktus robbant ki az UPA és az MPLA, valamint a portugál fegyveres erők között, az amerikai elnök, John F. Kennedy azt javasolta António de Oliveira Salazarnak (Portugália amerikai nagykövettségén), hogy országának fel kell adnia a Portugál afrikai gyarmatokat. Később kiderült, hogy az Abrilada néven elhíresült katonai puccsnak, melynek célja a Salazar-féle Estado Novo államrend megdöntése volt, amerikai támogatottsága volt. Erre válaszul, Salazar megerősítette hatalmát és elrendelte Angola területén a katonai beavatkozást.
A háború előrehaladtával Portugália gyors ütemben tudta növelni katonai potenciálját. A Salazar-rezsim elrendelte, hogy a hadköteles portugál férfiak három év sorkatonai szolgálatra kötelezettek; többségüket visszahelyezték aktív állományba és Portugál afrikai területekre vezényelték ki őket. A „nemzeti szolgálat” elnevezésű polgári szolgálatot 1967-ben négy évre emelték és virtuálisan az összes sorozottnak kétéves kötelező afrikai szolgálatot irányoztak elő. A háború előrehaladtával azonban a sorköteles portugál férfiak megtalálták a módját a szolgálatteljesítés megtagadására, az afrikai felkelőellenes hadműveletek elől ugrásszerűen megnőtt az emigrációba lépett polgárok száma. Az „afrikanizáció” egyik fő oka is ez lett, a portugál koloniális háború vége felé, 1974-re drasztikusan lecsökkent az elérhető portugál sorkatonák létszáma, helyüket fekete afrikaiakkal töltötték fel, többségi létszámban.

## Médiatermékek a háborúról

### Játékfilmek
Glória portugál–amerikai filmsorozat a Netflixen, 2021

## Fordítás
- Ez a szócikk részben vagy egészben  a   Portuguese Colonial War című angol Wikipédia-szócikk ezen változatának fordításán alapul.  Az eredeti cikk szerkesztőit annak laptörténete sorolja fel. Ez a jelzés csupán a megfogalmazás eredetét és a szerzői jogokat jelzi, nem szolgál a cikkben szereplő információk forrásmegjelöléseként.

## További irodalom
- Davidson, Basil, Pásztor, Antal (közrem.). Gerillaháborúk Afrikában (magyar nyelven). Budapest: Kossuth Kiadó (1984). ISBN 963-0924-23-4